# Алзаси
Алзаси (фр. Alsaciens) су германски народ који претежно живи у Француској, конкретније у покрајини Алзас, где чине око 79% становништва. Алзаси су већим делом католичке, а мањим делом протестантске вероисповести. Они говоре алзашким језиком, посебним дијалектом немачког језика, који припада германској групи индоевропске породице језика. Укупно их има око 1.621.000.
Алзаси себе третирају као посебан народ. Верује се да су Алзаси потомци древног германског племена Алемана који је населио овај простор у 5. веку.

## Језик
Алзаси говоре алзашким језиком, посебним дијалектом немачког језика. Овај језик је повезан са алеманским дијалектима, као што су швајцарски немачки и швапски. Такође, речи јидишког порекла се могу наћи у алзашком језику, а модерни алзашки укључује и адаптације француских и енглеских речи.

## Религија
Алзаси су кроз векове били традиционално католичке вероисповести. Један део Алзаса, је за време реформације, прешао на лутеранизам тако да данас протестанти (нарочито лутерани) чине 17% Алзаса. 
Највећа религија је хришћанство (89% Алзаса). Атеисти чине 5% Алзаса, а они већином настањују крајњи запад и друге области.